# Henckelia quinquevulnera
Espèce
Classification phylogénétique
Henckelia quinquevulnera est une espèce de plantes à fleurs de la famille des Gesneriaceae. C'est une plante herbacée des forêts tropicales d'Asie.

## Synonymes
Didymocarpus quinquevulnera Ridl.

## Distribution
La plante est endémique à la péninsule Malaise.

## Remarque
La confusion est possible avec Henckelia crinita